# Cantó de Sornià
El cantó de Sornià (en occità: Sornhan i la forma oficial en francès: Sournia) és una antiga divisió administrativa francesa, entre la Catalunya Nord i Occitània, al departament dels Pirineus Orientals. Va desaparèixer el 2015.

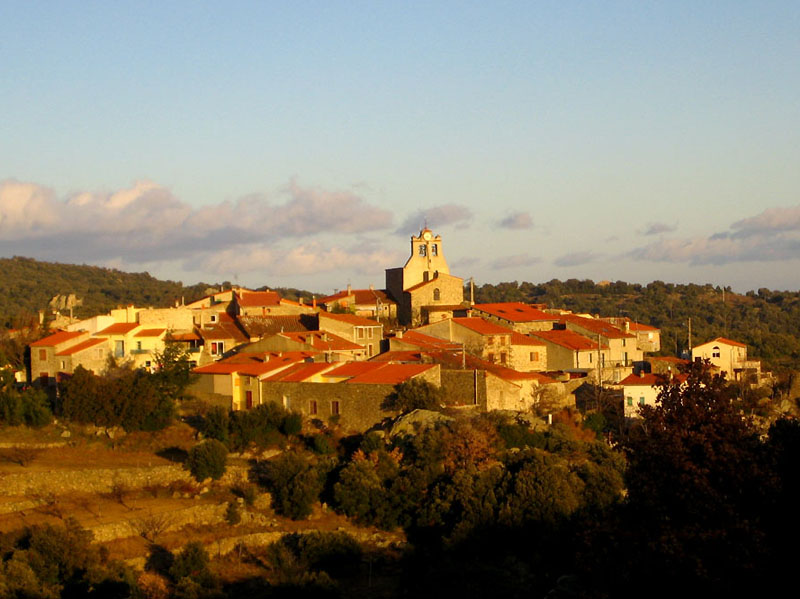
Arboçols de Conflent

## Composició
El cantó de Sornià estava compost per 11 municipis, que formen part de la comarca de la Fenolleda i del Conflent:
- De la Fenolleda:
  - Sornià (en occità: Sornhan, capital del cantó)
  - Rebollet (en occità: Rabolhet)
  - el Viver
  - Prats de Sornià (en occità: Prats de Sornhan)
  - Felluns (en occità: Felhunhs)
  - Trillà (en occità: Trilhan)
  - Pesillà de Conflent (en occità: Pesilhan de Conflent)
  - Campossí (en occità: Campossin)
- Del Conflent:
  - Arboçols
  - Trevillac
  - Tarerac

En la nova divisió administrativa del 2014, aquest cantó va ser suprimit, i les seves comunes s'integraren en el cantó de la Vall de l'Aglí, amb capitalitat a Ribesaltes.

## Política
El conseller general del cantó de Sornià era l'alcalde de Campossí, l'esquerrà Alain Boyer, que va obtenir la victòria en la segona volta de les darreres eleccions cantonals, celebrades el 28 de març de 2004. En la segona volta d'aquests comicis, Alain Boyer va aconseguir el 50,40% dels vots, derrotant el candidat de la dreta, Jerôme Ripoull, que en va obtenir el 49,60%. Cal destacar, però, que el candidat de la dreta fou el més votat en la primera volta amb el 40,40% dels vots vàlids. Un tercer candidat, l'esquerrà Gilles Deulofeu, també va aconseguir passar a la segona volta, però se'n va retirar. L'única candidata catalanista que es va presentar en aquest cantó, i que no va aconseguir els vots necessaris per a passar a la segona volta, fou Isabel Duran, d'ERC, que només va obtenir 4 vots, és a dir, el 0,47%.
Amb anterioritat a aquests comicis, havia ocupat aquest escó el senador de la UMP, Paul Blanc, conseller general de Sornià durant trenta anys.

## Consellers generals
| Data d'elecció | Identitat        | Partit                      | Qualitat                                                                      |
| -------------- | ---------------- | --------------------------- | ----------------------------------------------------------------------------- |
| 1865-1871      | Adrien Calmètes  |                             | Diputat (1869-1870)                                                           |
| 1871-1881      | Bernard Tisseyre | Dreta                       |                                                                               |
| 1881-1906      | Frederic Escanyé | Republicà oportunista       | Diputat (1876-1877, 1881-1885, 1891-1906)                                     |
| 1906-1913      | Joseph Estève    | Republicà progressista      |                                                                               |
| 1913-1919      | Bernard Tisseyre | Republicà                   | General                                                                       |
| 1919-1927      | Antoine Baux     | Republicà                   |                                                                               |
| 1927-1940      | René Manaut      | Rad.                        | Diputat (1919-1924 i 1928-1932) Subsecretari d'Estat (1929-1930)              |
| 1945-1949      | Lucien Piéchon   | SFIO                        | Batlle de Sornià                                                              |
| 1949-1967      | M. Argelès       | Rad.                        |                                                                               |
| 1967-1973      | Louis Vidal      | Divers gauche               | Batlle de Sornià                                                              |
| 1973-2004      | Paul Blanc       | DVD després RPR després UMP | Senador (1992-2011) Batlle de Prada (1989-2001) Batlle de Sornià des del 2001 |
| 2004 - 2015    | François Beffara | DVG, després PS             | Batlle de Campossí                                                            |